# Wo bist Du, meine Sulfija?
Wo bist Du, meine Sulfija? (russisch Где ты, моя Зульфия? Gde ty, moja Sulfija?; usbekisch Ёр-ёр Yor-yor) ist eine sowjetisch-usbekische Filmkomödie aus dem Jahr 1964. Regie führte Ali Chamrajew, die Hauptrolle spielte Bachtijor Ichtijarow. Der Film gilt als eine der besten usbekischen Filmkomödien.

## Handlung
Der junge Bachtijor verliebt sich in das Mädchen Sulfija, das er im Fernsehen sieht. Er beschließt deshalb, sie zu suchen und reist mit seinem Vater quer durch die Usbekische SSR um sie zu finden. Sie erleben dabei zahlreiche humorvolle, teils auch traurige Abenteuer. Letzten Endes können sie Sulfija jedoch nicht finden und kehren nach Taschkent zurück. Als sie dort eine neue Wohnung beziehen wollen, trifft Bachtijor zufällig auf Sulfija.

## Produktion
Am 9. Dezember 1965 wurde der Film im Deutschen Fernsehfunk in der DDR ausgestrahlt.